# Cyclotelus longicornis
Cyclotelus longicornis är en tvåvingeart som beskrevs av Krober 1911. Cyclotelus longicornis ingår i släktet Cyclotelus och familjen stilettflugor.
Artens utbredningsområde är Peru. Inga underarter finns listade i Catalogue of Life.